# Червоний банківець
Червоний банківець — п'ятиповерховий історичний житловий будинок у центрі Харкова, розташований за адресою вулиця Алчевських, 6. Споруджений у 1925—1928 роках для працівників Державного банку УСРР за проєктом архітектора Віктора Абрамовича Естровича. Будівля є пам'яткою архітектури та містобудування місцевого значення (охоронний номер № 7006-Ха).

## Історія
П'ятиповерховий житловий будинок побудований у 1925—1928 роках за проєктом архітектора Віктора Абрамовича Естровича, який звів ще декілька знакових харківських будівель. Будинок став частиною житлового фонду для працівників Державного банку УСРР, через що й отримав назву «Червоний банківець». У ньому мешкав і сам архітектор Віктор Естрович з 1928 до 1941 року. У роки Другої світової війни його розстріляли нацисти в Дробицькому Яру. У 2015 році на фасаді встановили меморіальну дошку на його честь.
У 1971—1990 роках у будинку мешкав видатний український фізик Борис Вєркін. На честь нього у 1992 році встановлена меморіальна дошка.
30 квітня 1980 року рішенням Харківської міської ради будинок внесено до переліку пам'яток архітектури місцевого значення. У 2020 році будинок внесено до переліку пам'яток архітектури та містобудування місцевого значення під охоронним номером № 7006-Ха.

## Архітектура
Будівля виконана у стилі еклектики з переважанням модерну та вкрапленнями елементів українського бароко, неоренесансу та неоготики. Серед архітектурних особливостей — стрілчасті, аркові й прямокутні вікна, криволінійні й трикутні фронтони, ризаліти, багатопрофільні еркери й балкони, башточки та складний силует даху. Особливою деталлю фасаду є міжповерховий пояс, критий черепицею, типовий для українських дерев’яних церков. На фасаді збереглася емблема із зображенням рук, що потискають одна одну. Фасади також прикрашені скульптурами сов. Форма будівлі зумовлена обмеженістю ділянки: житловий об’єм витягнутий углиб кварталу та має Н-подібну форму в плані. З боку вулиці облаштовано глибокий курдонер, до якого виходять входи у чотири секції. Будинок цегляний, фасади потиньковано з боку вулиці, а з боку двору залишено відкрите цегляне мурування. З боку двору фасади прикрашені фронтонами різних форм і карнизами.
Будинок вирізняється самобутнім архітектурним вирішенням, що поєднує декоративність пізньомодерністських і неоромантичних форм з елементами народної архітектури. На тлі архітектурних пошуків 1920-х років у СРСР, коли провідного значення набував конструктивізм як вираження нової ідеології та функціоналізму, проєкт Естровича є прикладом перехідного типу: він зберігає естетику дореволюційної еклектики, але водночас демонструє спроби формальної новизни, зокрема в симетричному й асиметричному об'ємі, складній конфігурації плану та раціональному використанні простору. Через два роки після завершення спорудження, у 1930-му році, Естрович створив більший, але схожий за планом, будинок Інституту Медичної Радіології на вулиці Сковороди. Він вже виконаний у конструктивістському стилі, але теж має курдонер, невисокі башти та щит.
Будівля постраждала від хаотичних і незаконних перебудов і наразі перебуває в поганому стані. У 2023 році обвалився картуш із зображенням рук і серпом і молотом.

## Галерея

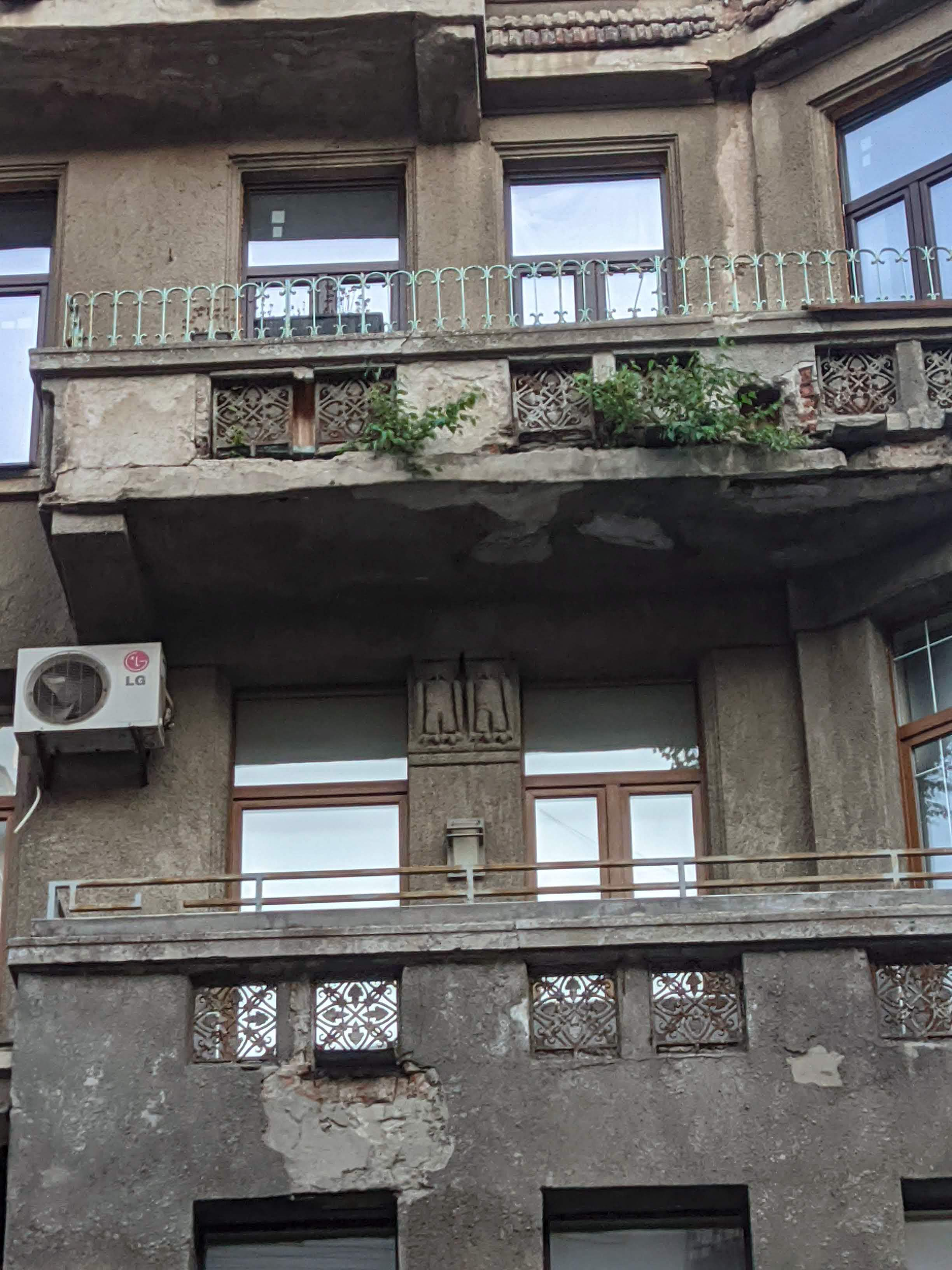
Скульптури сов під балконами
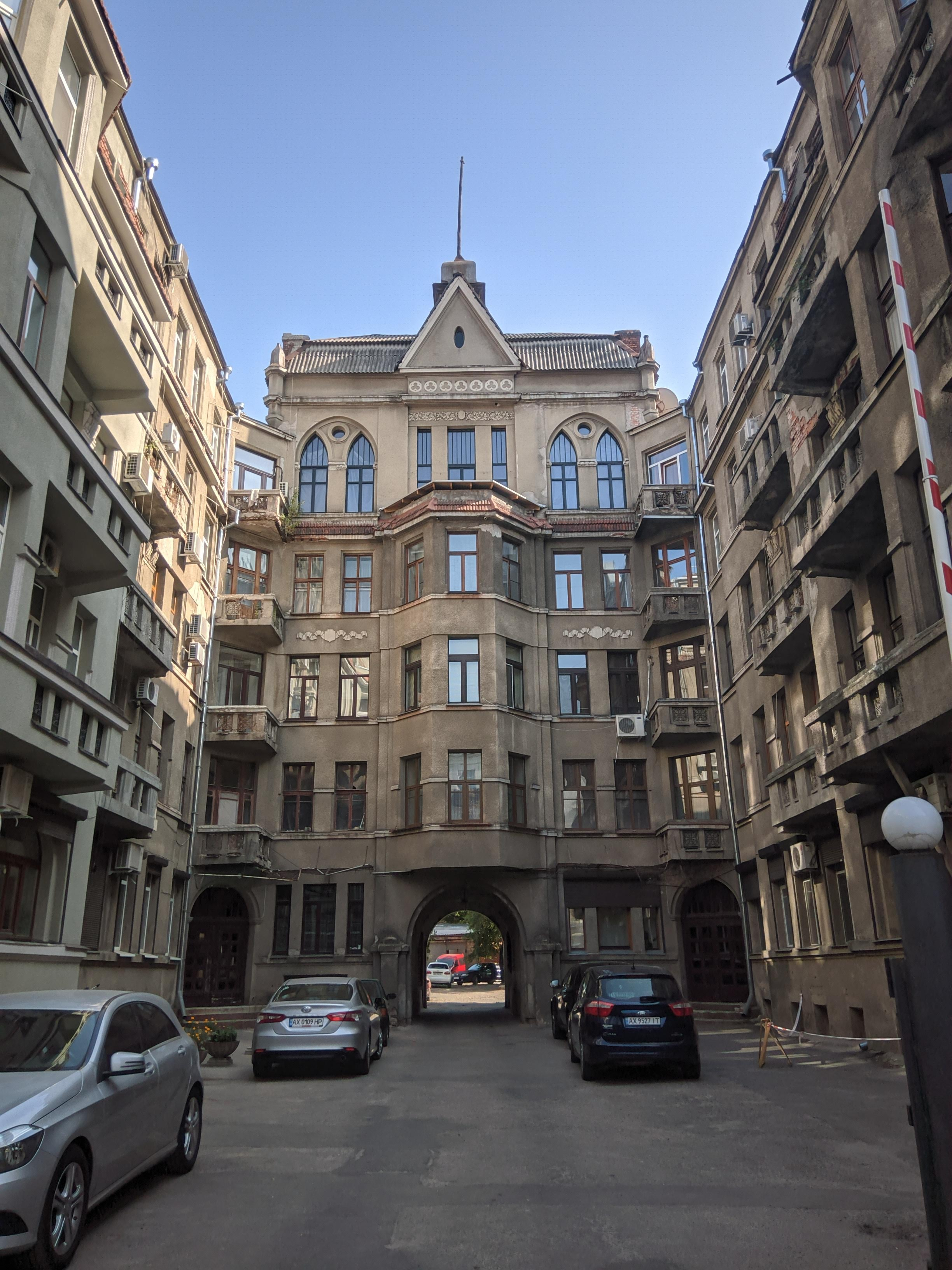
Курдонер
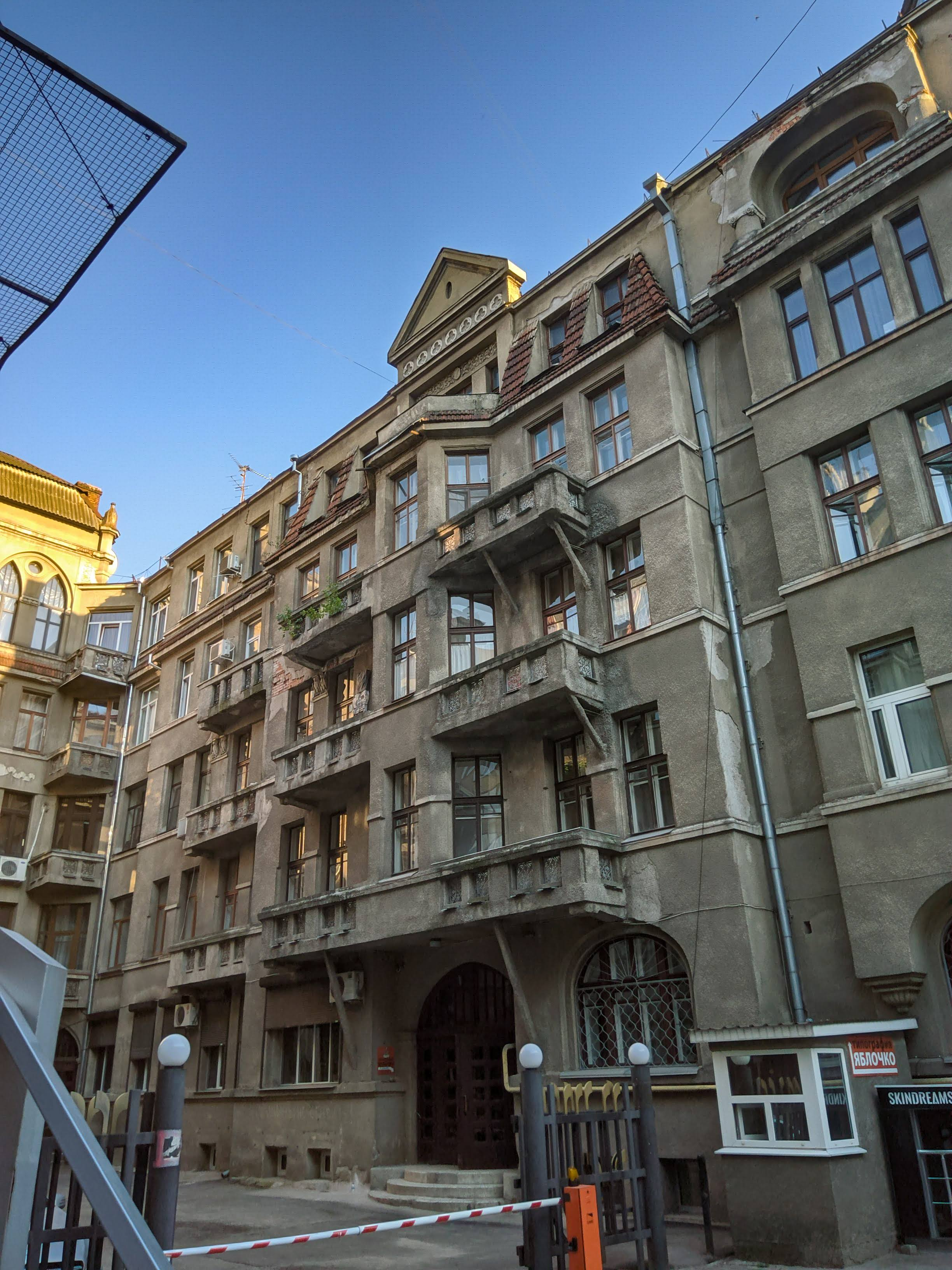
Балкони і еркер з фронтоном на горі
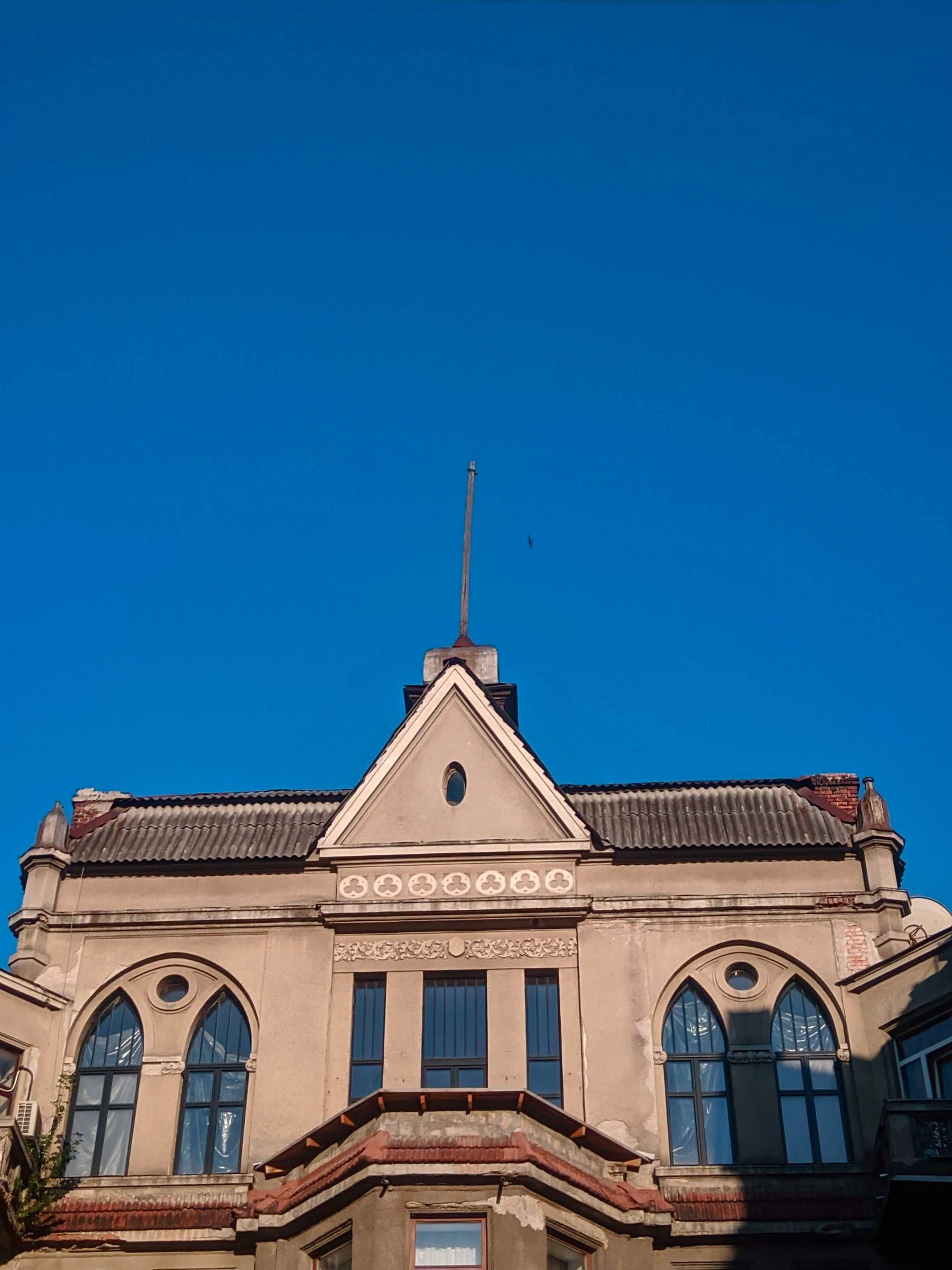
Фронтон і шпиль
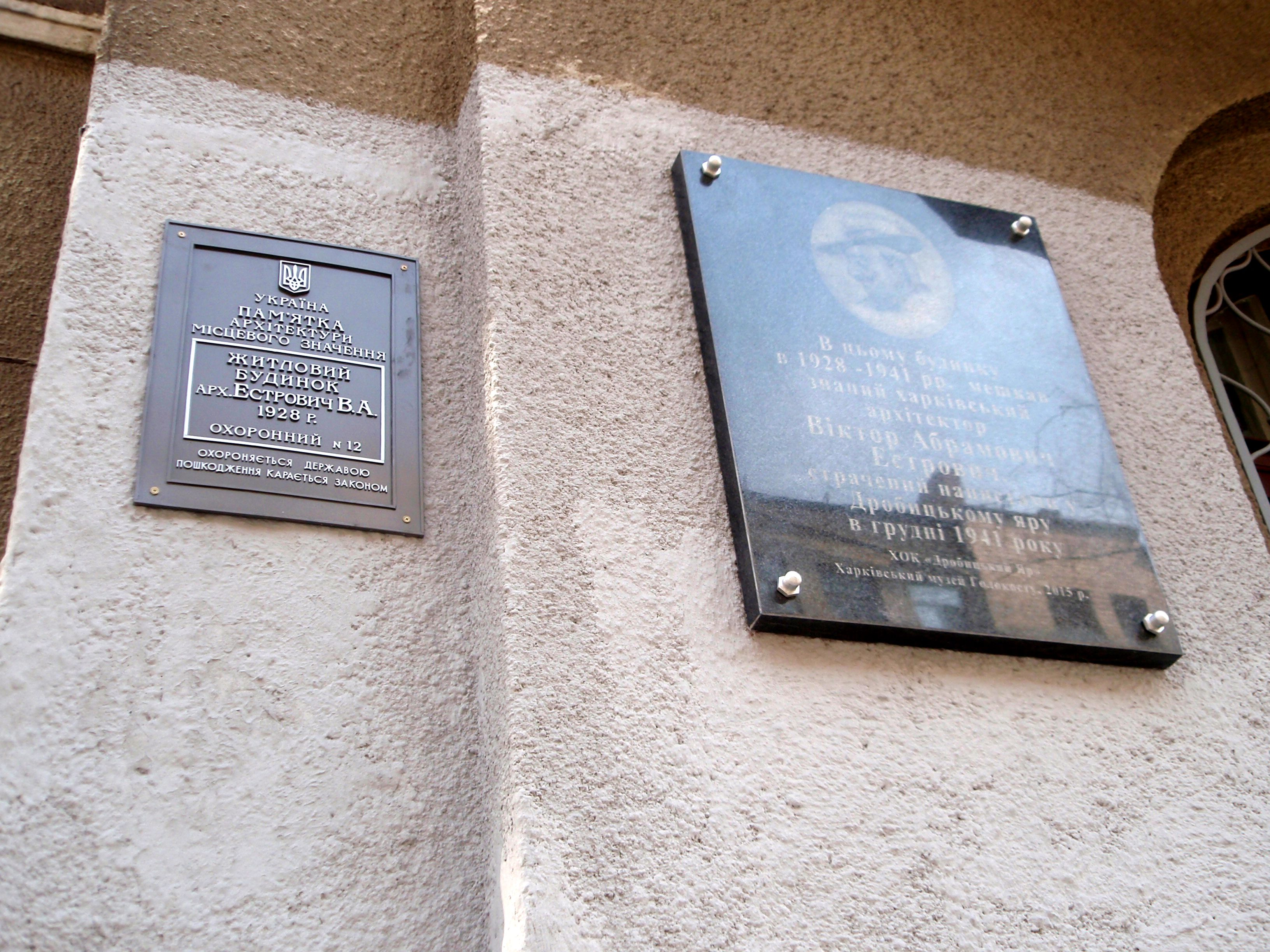
Охоронна і меморіальна табличка
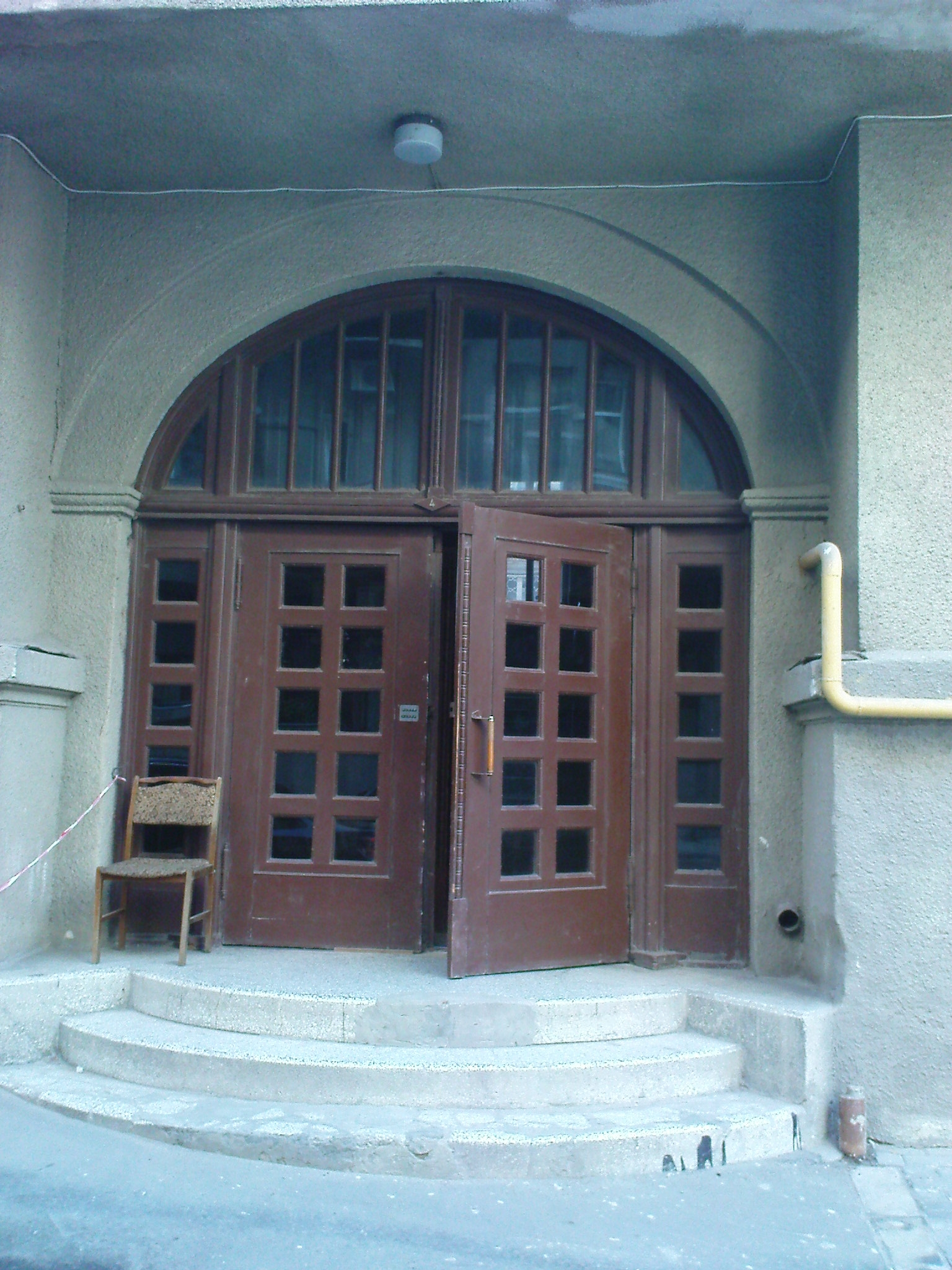
Старі дерев'яні двері
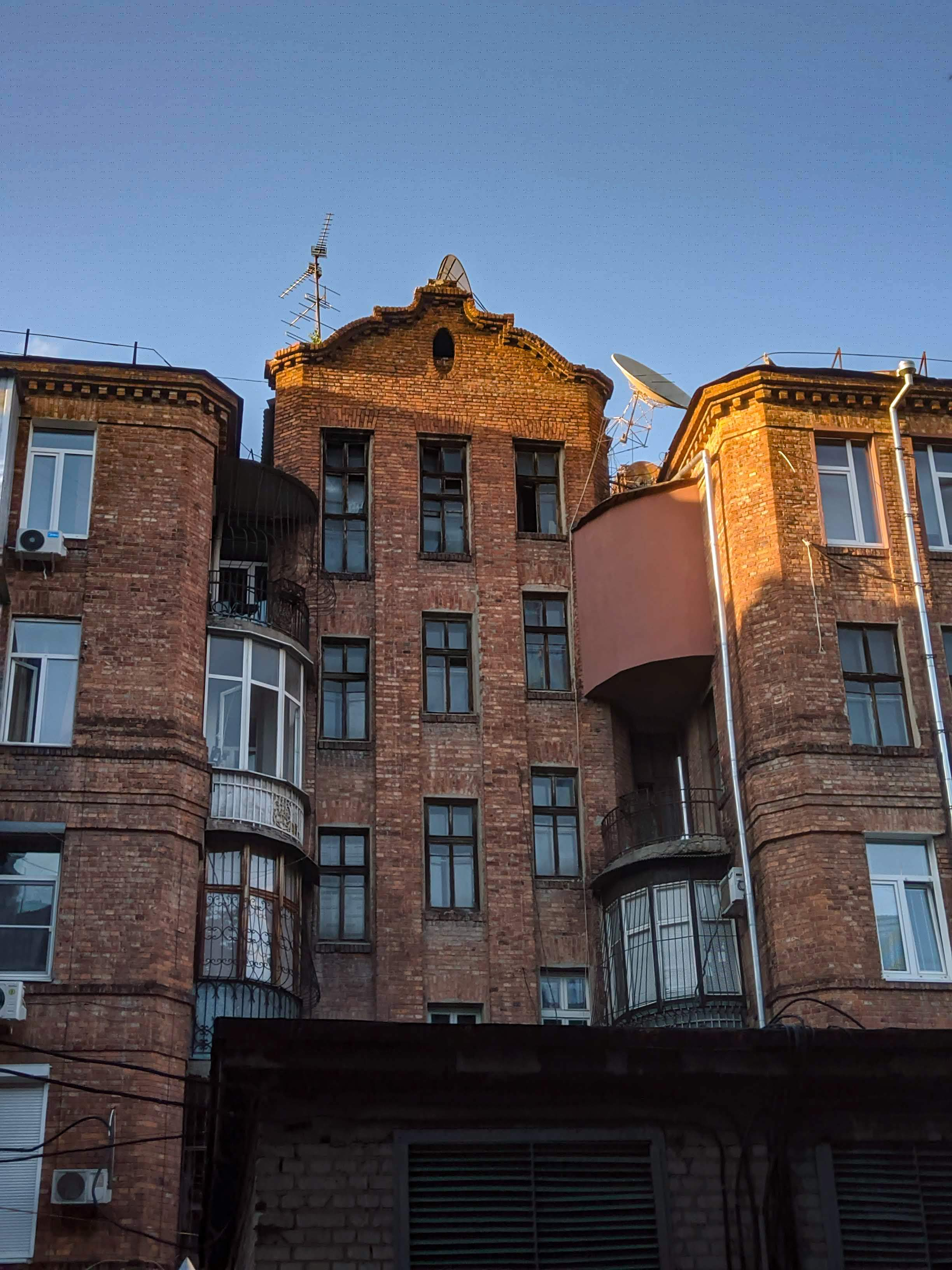
Щипець і різна форма фасадів у дворі
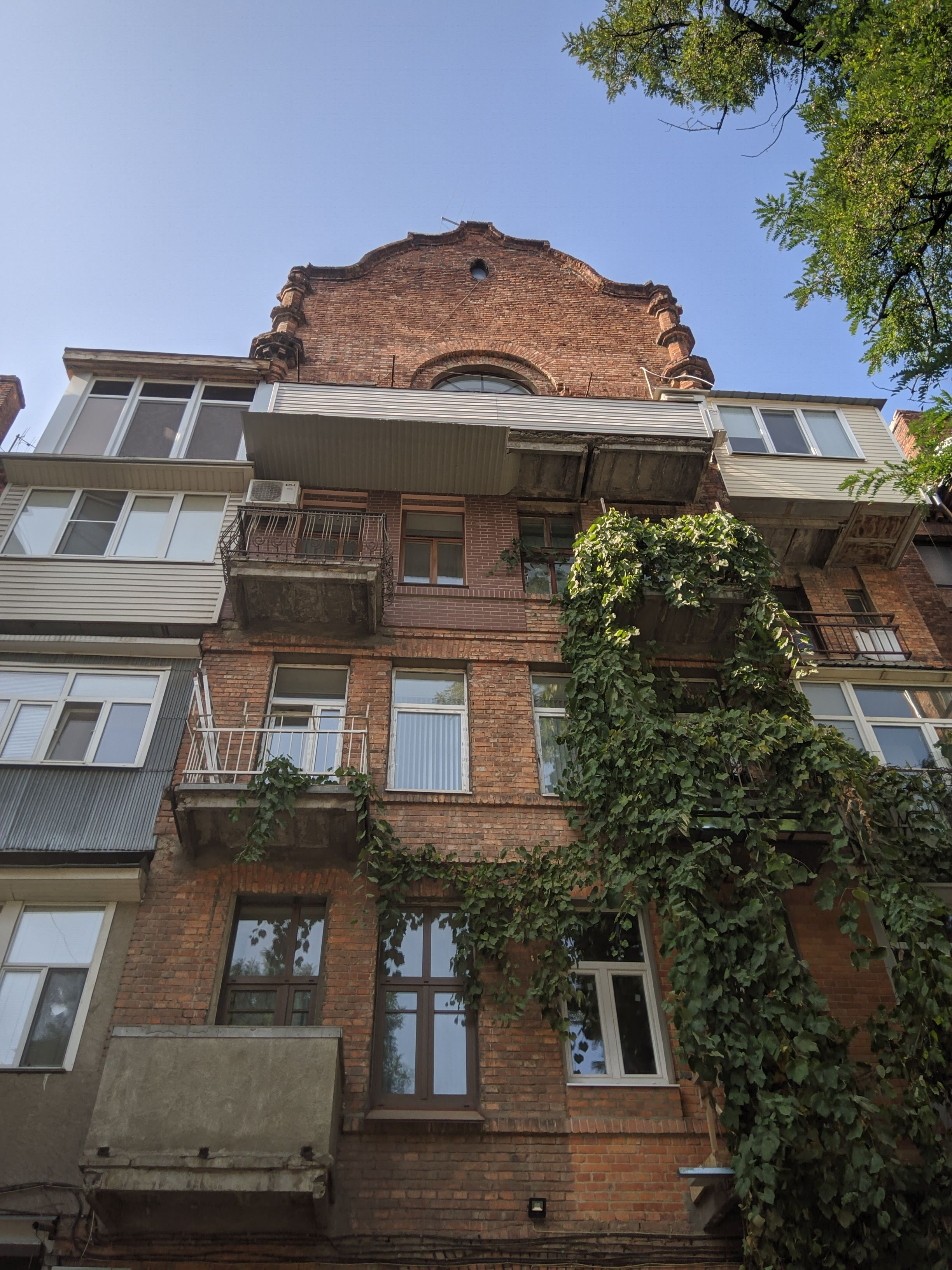
Щипець з півколонами у дворі